# هيئة العمل الأوروبية
هيئة العمل الأوروبية (European Labour Authority ELA) هي وكالة تابعة للاتحاد الأوروبي مكلفة بتنسيق ودعم إنفاذ قانون الاتحاد الأوروبي بشأن تنقل العمالة. بدأت أنشطتها في 17 أكتوبر 2019 ومن المتوقع أن تصل الوكالة إلى ميزانية سنوية قدرها 50 مليون يورو و 140 موظفًا بحلول عام 2024. براتيسلافا، سلوفاكيا هي المدينة المضيفة للوكالة.

## المهام
أدوار الوكالة، كما ذكر الاتحاد الأوروبي، هي:
- تسهيل وصول الأفراد وأرباب العمل إلى المعلومات المتعلقة بحقوقهم والتزاماتهم بالإضافة إلى الخدمات ذات الصلة
- دعم التعاون بين دول الاتحاد الأوروبي في التطبيق عبر الحدود لقانون الاتحاد ذي الصلة، بما في ذلك تسهيل عمليات التفتيش المشتركة
- التوسط وتسهيل الحل في حالات النزاعات عبر الحدود بين السلطات الوطنية أو اضطرابات سوق العمل

لا تمارس الوكالة أي سلطة تنظيمية بشكل مباشر، ولكنها تعمل على تنسيق جهود الإنفاذ للوكالات الأوروبية الوطنية الأخرى على سبيل المثال التعاون بين ضباط التفتيش من الدول الأعضاء المختلفة. ومن بين مهام الوكالة حل النزاعات الناشئة تحت سلطتها، وتنسيق عمليات تفتيش العمل، وتبادل المعلومات بين الدول الأعضاء.

## تاريخها وتأسيسها
تم اقتراح الوكالة لأول مرة من قبل جان كلود يونكر، رئيس المفوضية الأوروبية، خلال خطابه عن حالة الاتحاد الأوروبي لعام 2017. في 13 فبراير 2018، قدمت المفوضية الأوروبية المسودة الأولى للائحة المنشئة للهيئة. في 14 فبراير 2019، توصل مجلس النواب والمجلس إلى اتفاق مؤقت بشأن الاقتراح. في 13 يونيو 2019، أعلنت المفوضية أن براتيسلافا، سلوفاكيا ستكون المدينة المضيفة للوكالة.
انتقلت الوكالة إلى مقرها الرسمي من بروكسل إلى براتيسلافا (مبنى Landererova 12 ) في 1 سبتمبر 2021 ووقعت اتفاقية المقر مع سلوفاكيا في 16 أكتوبر 2021. تم افتتاح المبنى في 9 نوفمبر 2021 بحضور المفوض نيكولاس شميت، ورئيس الوزراء إدوارد هيغر، وزير العمل في سلوفاكيا، واستضافه السفير كوزمين بويانجيو، المدير التنفيذي لـلهيئة.